# Comté d'Iowa (Iowa)
Pour les articles homonymes, voir Iowa (homonymie) et Comté d'Iowa.
Le comté d'Iowa est un comté de l'État de l'Iowa, aux États-Unis.